# Viburnum microcarpum
Viburnum microcarpum är en desmeknoppsväxtart som beskrevs av Diederich Franz Leonhard von Schlechtendal och Cham. Viburnum microcarpum ingår i släktet olvonsläktet, och familjen desmeknoppsväxter. Inga underarter finns listade i Catalogue of Life.